# Cokesfabriek (Maastricht)
De Cokesfabriek, correcter aangeduid als Gemeentelijke Gasfabriek, is een voormalige gasfabriek aan de Cabergerweg in de Nederlandse stad Maastricht. Het gebouw van architect-constructeur Jan Gerko Wiebenga geldt als oudste, nog bestaande gasfabriek in Nederland en een van de eerste voorbeelden van het nieuwe bouwen in Nederland. De fabriek behoort, met de Wiebengahal, tot de oudste, betonnen gebouwen in Maastricht. De Cokesfabriek, gelegen nabij het Frontenpark, is onderdeel van het herontwikkelingsgebied Belvédère en is sinds 2005 een rijksmonument. Sinds 2019 wordt het gebouw door de ontwerper-kunstenaar Valentin Loellmann geleidelijk getransformeerd tot kunstobject.

## Geschiedenis

### Gemeentelijke gasfabriek en fabriekshal Radium
De gemeentelijke gasfabriek werd in 1907 opgericht in opdracht van Gemeentebedrijven Maastricht met behulp van Belgische kapitaalverschaffers, de SA Hollando-Belge pour la fabrication du coke. De fabriek in het industriegebied Bosscherveld werd gebouwd ter vervanging van een uit 1858 stammende gasfabriek in het Statenkwartier.

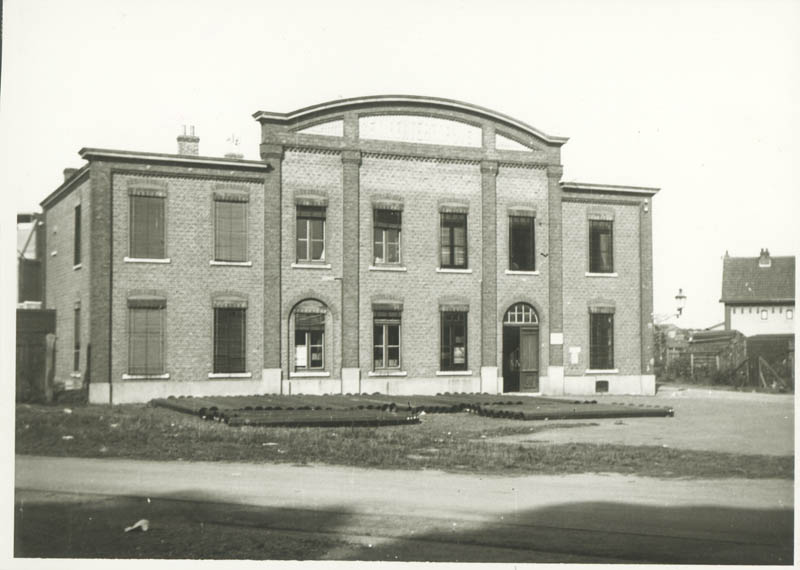
Kantoor gemeentebedrijven aan de Cabergerweg (1925)

De nieuwe gasfabriek werd gebouwd op een ca. 4 hectare groot terrein dat deel uitgemaakte van de vestingwerken Nieuwe Bossche Fronten. Voor de nieuwbouw, die bescheiden was in omvang, was oorspronkelijk een constructie in ijzer voorzien, ontworpen door de firma Klönne in Dortmund. Uit kosten- en veiligheidsoverwegingen (explosiegevaar) koos men uiteindelijk voor een betonconstructie waarin de oorspronkelijk ontworpen ijzerconstructie vrijwel exact is overgenomen. Het gebouw werd in 1912 in gebruik genomen en is een ontwerp van Jan Gerko Wiebenga. Wiebenga ontwierp in dezelfde periode in Maastricht het fabriekscomplex Division II voor de aardewerkfabriek Société Céramique, waarvan de Wiebengahal het enige overblijfsel is. Wiebenga was in die jaren in dienst van de N.V. Industrieele Maatschappij F.J. Stulemeijer in Breda. De gasfabriek bestond uit een stokerij, bunkergebouw, kolenloods, was- en kleedruimten en een schaftlokaal. De firma Klönne bouwde de oveninstallatie. De stokerij werd in 1914 met twee traveeën verlengd. In 1926 werd een laboratorium toegevoegd (in 1937 gesloopt).
In 1928 nam de gemeenteraad van Maastricht een voorstel aan om in de toekomst het goedkopere cokesgas van de Staatsmijnen te betrekken. In 1930 werd de relatief kleine, en daardoor dure, gemeentelijke gasfabriek gesloten. Het gebouw en het omliggende terrein werden in 1932 in gebruik genomen door twee bedrijven: Houthandel 'De Maas'  en NV Bataafsche Rubber Industrie (later Rubberfabriek Radium, thans Rubber Resources). In de periode 1946-49 vond een aantal verbouwingen plaats. Zo werd de kolenloods aangepast om dienst te doen als grondstoffenhal en werd het bunkergebouw geschikt gemaakt als personeelsruimte voor de Radiumfabriek. De stokerij werd ingrijpend verbouwd, de was-, kleed- en schaftlokalen werden gesloopt en ook de fabrieksschoorsteen verdween in 1948. Vanaf ca. 1970 werden de gebouwen van de cokesfabriek nog slechts voor opslag gebruikt, of stonden ze leeg.

### Leegstand, gedeeltelijke sloop en transformatie
Door de jarenlange leegstand en het ontbreken van enige vorm van onderhoud, was de bouwtechnische staat omstreeks 2010 zeer slecht. Zo was op een groot aantal plekken betonrot opgetreden, deels veroorzaakt door het toentertijd nog niet geperfectioneerde gebruik van de nieuwe bouwmethode.
In de plannen voor de verlegging van de Noorderbrugaanlanding werd aanvankelijk uitgegaan van sloop van het rijksmonument. In overleg met de Rijksdienst voor het Cultureel Erfgoed en diverse organisaties in Maastricht werd besloten het tracé van de aanlanding iets te verschuiven, waardoor het grootste deel van het gebouw behouden zou worden. Wel werden in 2012 vijf van de zeven kolenloodsen gesloopt, waardoor de langgerekte vorm van het gebouw werd aangetast. Het bedrijf Rubber Resources verhuisde in 2013 naar het industrieterrein Beatrixhaven, waardoor de Cokesfabriek beschikbaar kwam voor herontwikkeling.
In 2019 meldde de kunstenaar/ontwerper Valentin Loellmann zich bij de gemeente met een plan om het restant van de Cokesfabriek te ontwikkelen tot een cultuurcentrum met internationale uitstraling. De van oorsprong Duitse, maar aan de Maastrichtse Academie voor Beeldende Kunsten afgestudeerde designer kocht het gebouw nog in hetzelfde jaar. Om zoveel mogelijk zijn eigen gang te kunnen gaan, restaureerde hij het in zeer slechte staat verkerende rijksmonument zonder enige vorm van subsidie. Loellmann wilde er naar eigen zeggen "een topgebouw" van maken, "een gebouw dat in de hele wereld aandacht krijgt". Na de restauratie, die eind 2020 werd afgerond, vestigde Loellmann er zijn kantoor en werkplaatsen en vijf studio's voor artists in residence. In 2020 kreeg het gebouw een ander aanzicht door het aanbrengen van een rode pigmentlaag op de muren, waarvoor Loellmann pas na lang aandringen toestemming kreeg van de Rijksdienst voor het Cultureel Erfgoed. In een tweede fase wordt het complex omringd met een waterpartij en een park. Daarvoor moest eerst de zwaar vervuilde bodem gesaneerd worden. Op verzoek van Loellmann is de vervuilde grond niet afgevoerd, maar vormt een kunstmatige heuvelrug, die aan de oostzijde de ruggengraat van de tuin vormt. Aansluitend aan de geamputeerde kolenloodsen zal een grote botanische kas verrijzen, die toegankelijk is voor het publiek, met horeca, workshops, concerten, enz. Een nog op te richten stichting zal het openbare deel van het terrein beheren.

## Beschrijving

### Verdwenen delen
De vroegere kolenloods aan de noordwestzijde mat 14 x 56 meter en bevatte oorspronkelijk zeven silo's, die samen 2.900 ton steenkool konden bevatten. Zes van de zeven silo's waren door middel van een fabrieksspoorlijn verbonden met het spoorwegnetwerk. Boven het diepste punt van deze silo's, gebouwd op een helling met een hoek van 35 graden, liep een elektrische grijperkraan. Deze kraan transporteerde de kolen naar de zevende silo, die onder een hoek van 45 graden lag en als trechter fungeerde naar de kolenbreker. De loods was aan twee zijden geheel open. Van de zeven silo's zijn er omstreeks 2015 vijf afgebroken.
De lage aanbouwen aan de zuidwestzijde van het complex dateerden waarschijnlijk uit de tijd van de verbouwing door Radium Rubber (1946-49) en zijn eveneens omstreeks 2015 gesloopt. Ook andere gebouwen uit de tijd van de rubberfabriek zijn verdwenen, zoals de fabrieksmuur langs de Cabergerweg, die het gebouw jarenlang aan het oog van voorbijgangers onttrok. Enkele behouden gebouwen hebben de status van industrieel monument.

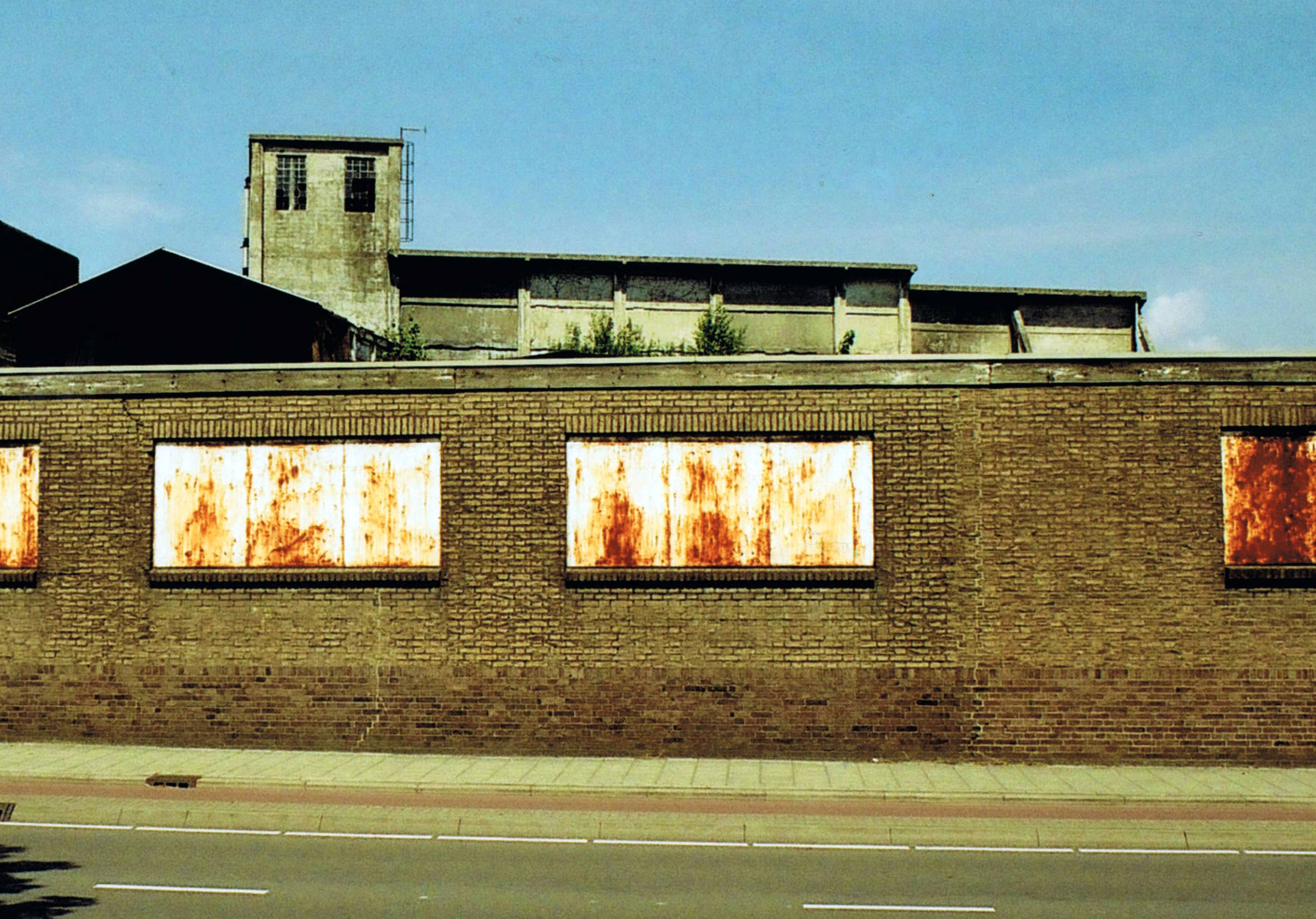
Gesloopte fabrieksmuur met erachter de Cokesfabriek, 2007
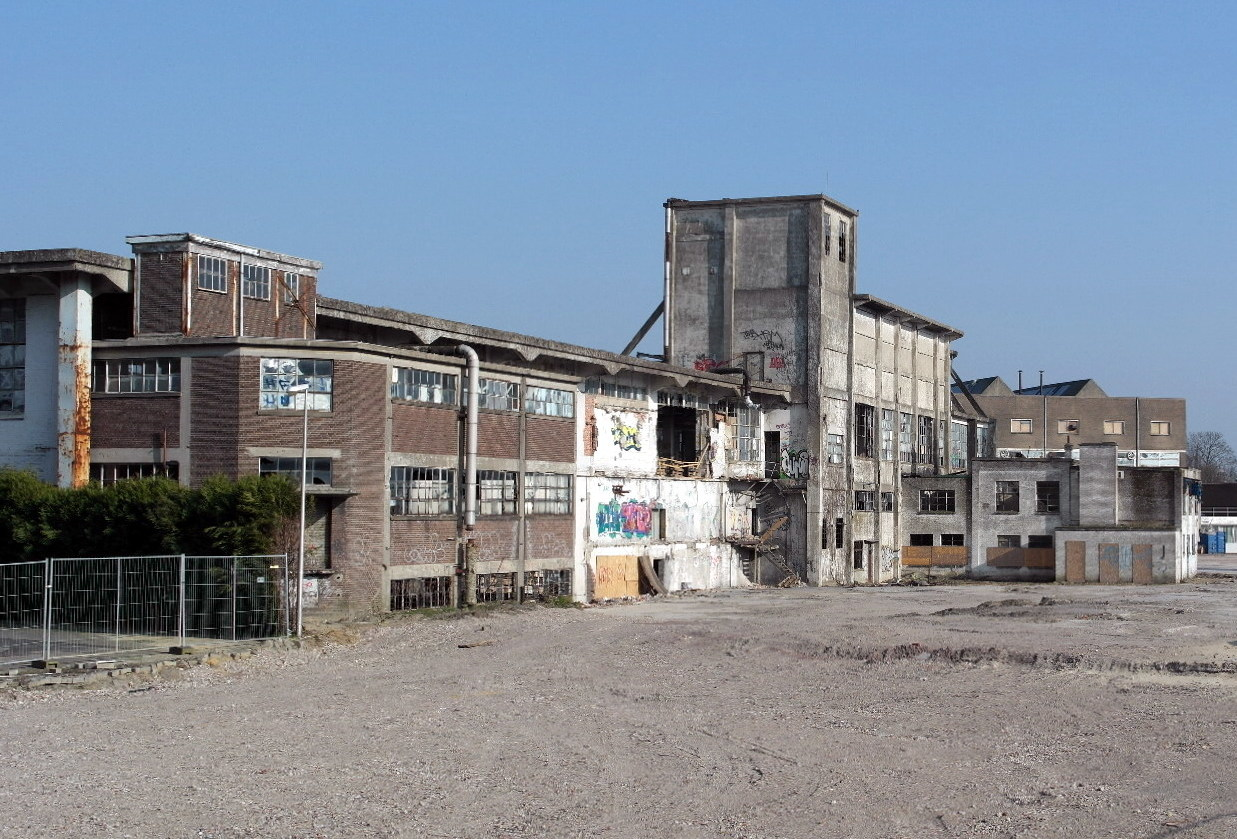
Kolenloods (links) en andere aanbouwen, 2014
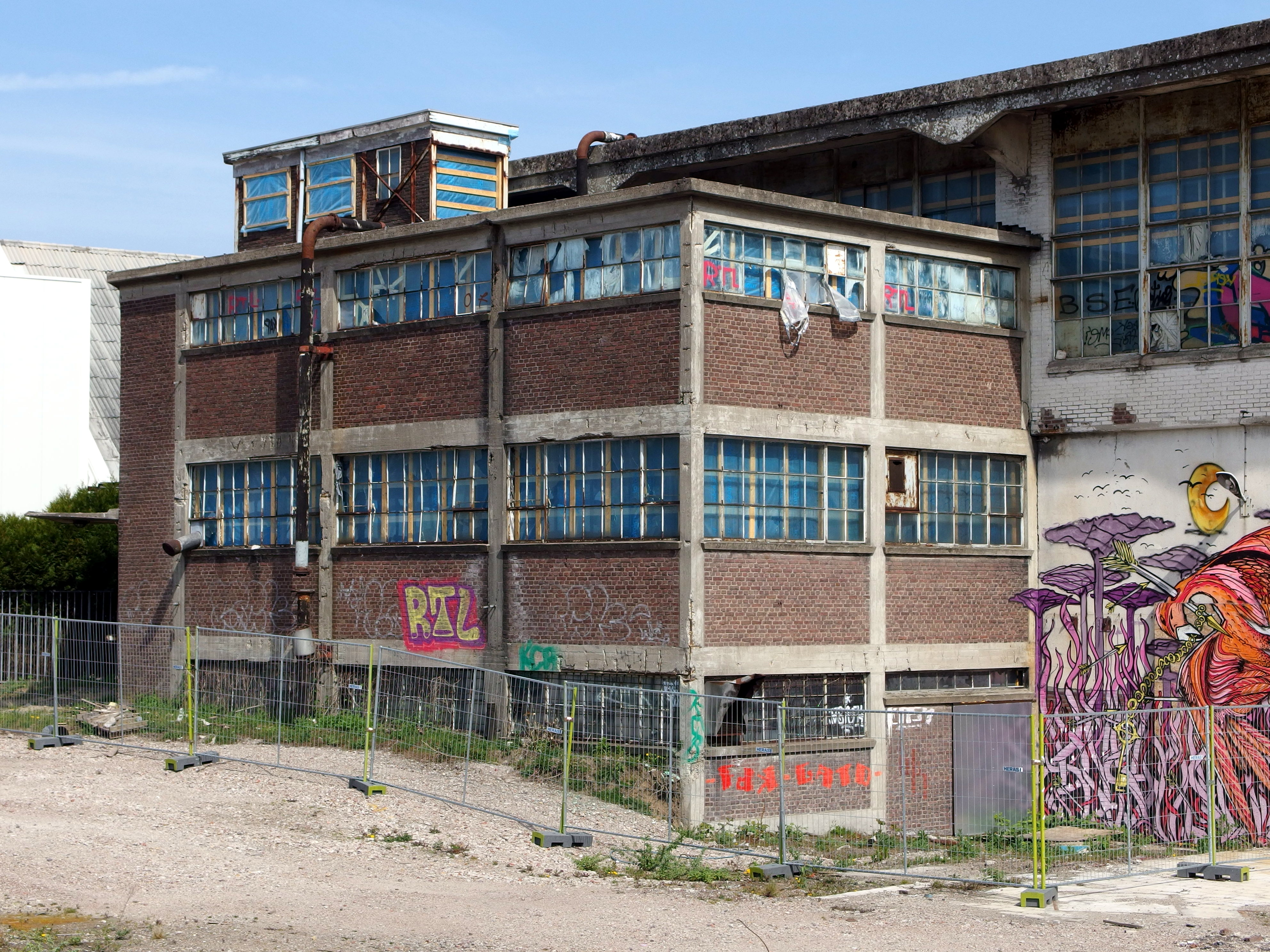
Aanbouw kolenloods, 2015
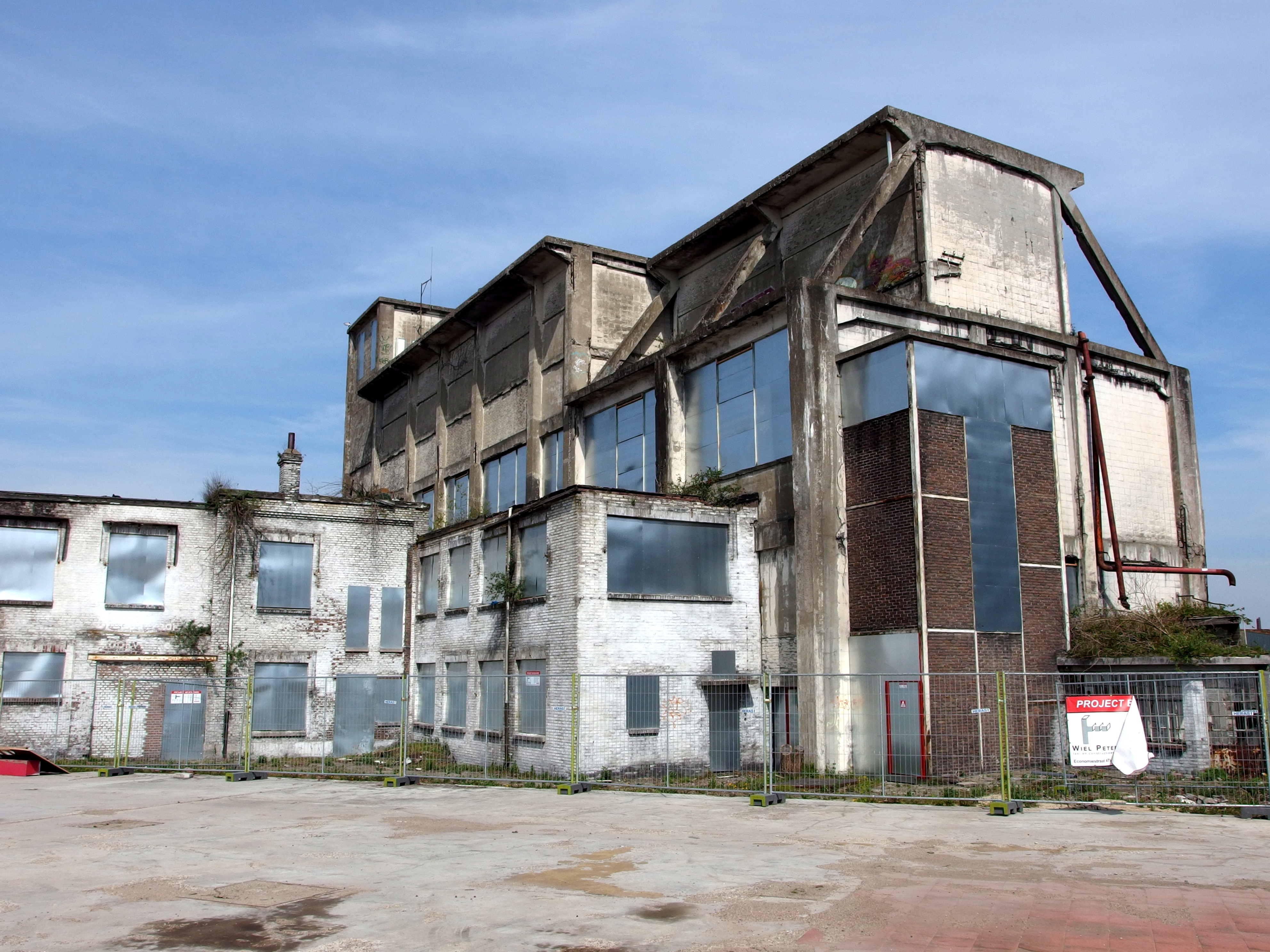
Zuidwestelijke aanbouwen, 2014

### Behouden delen
De Cokesfabriek is een in gewapend beton opgetrokken industrieel monument in functionalistische stijl. Het gebouw heeft een rechthoekige plattegrond en staat op een 6 meter in hoogte variërende ondergrond. De drie aaneengeschakelde bouwvolumes zijn gebouwd op de overgang van de twee terreinniveaus en bestaan uit een kolenloods, een hoger bunkergebouw en een lagere stokerij. Het geheel is uitgevoerd als betonskeletconstructie, gewapend met grote hoeveelheden ijzer. De draagconstructie bestaat uit betonnen kolommen, balken en dwarsbalken. Het betonskelet is ingevuld met holle betonstenen. De bouwdelen hebben platte daken, waarvan de hoogte varieert.
Het bunkergebouw is het bewaard gebleven, hogere middendeel van het complex. Het heeft een rechthoekige plattegrond van circa 6 x 14 meter. Dit gebouw bevatte de waterreservoirs van de fabriek, een ketelhuis, een hoogbunker, een laagbunker en een trappenhuis. Een lopende band bracht de kolen van de laagbunker naar de hoogbunker. De stokerij grenst aan de zuidoostzijde van het bunkergebouw en meet circa 22 x 14 meter. In dit bouwdeel waren de drie grootovens ondergebracht. De stokerij kenmerkt zich door een verhoogd middenschip en een oostelijke beuk met steunberen, waartussen zich grote stalen vensters bevinden.

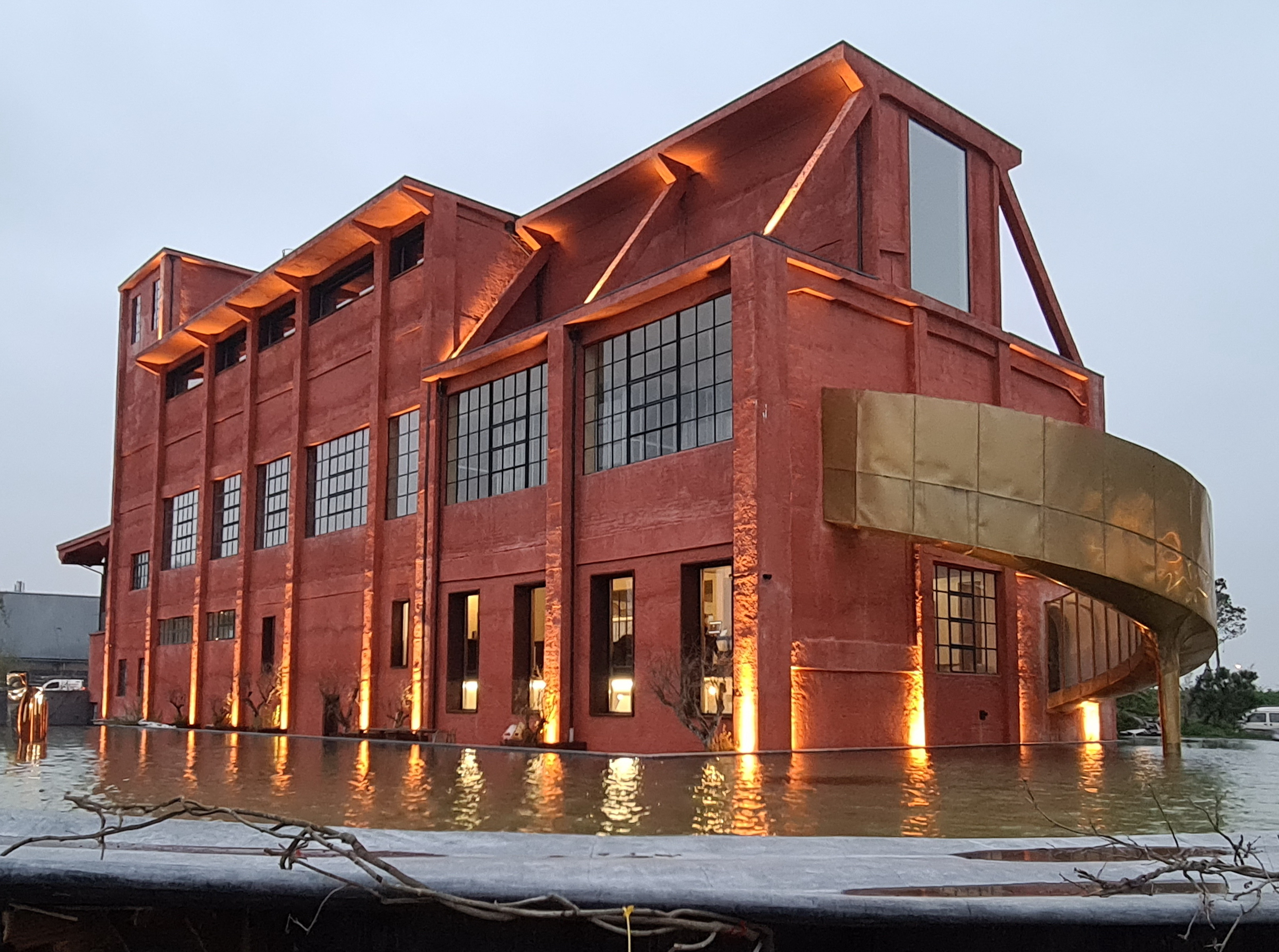
Cokesfabriek bij avond vanuit het zuiden, 2022
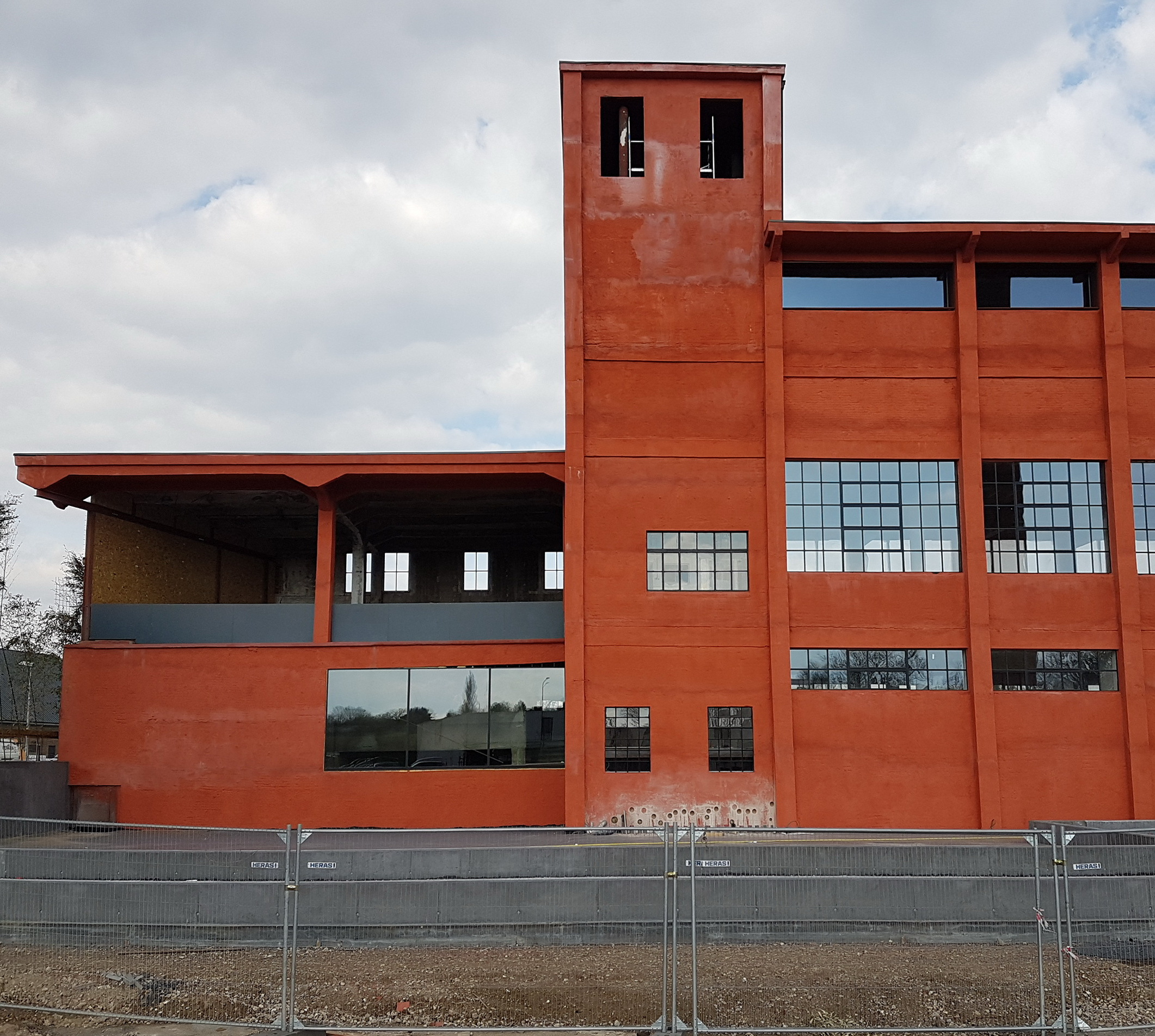
Detail zuidwestgevel met restant kolenloods (links), 2021
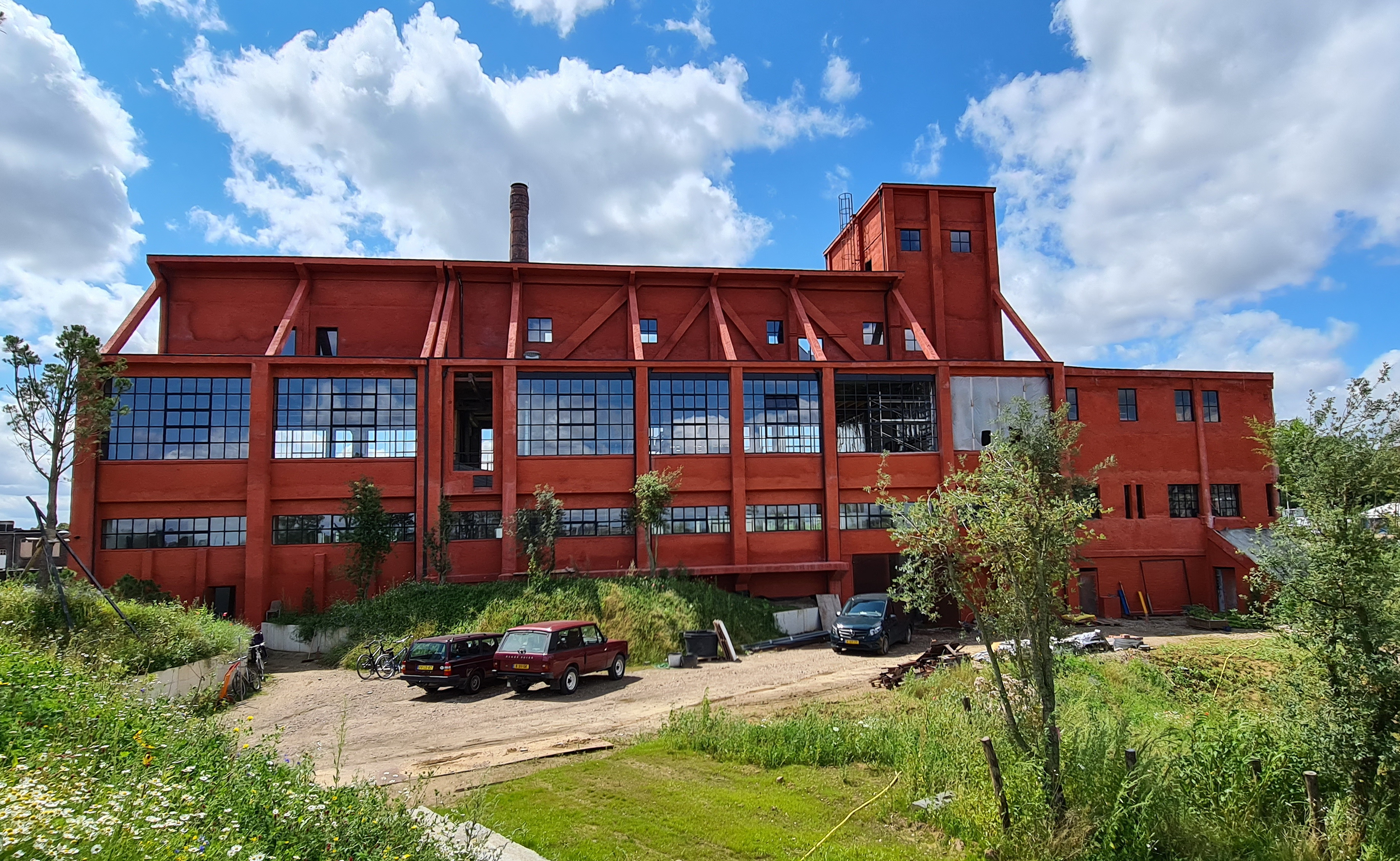
Noordoostzijde, gezien vanuit de tuin, 2021
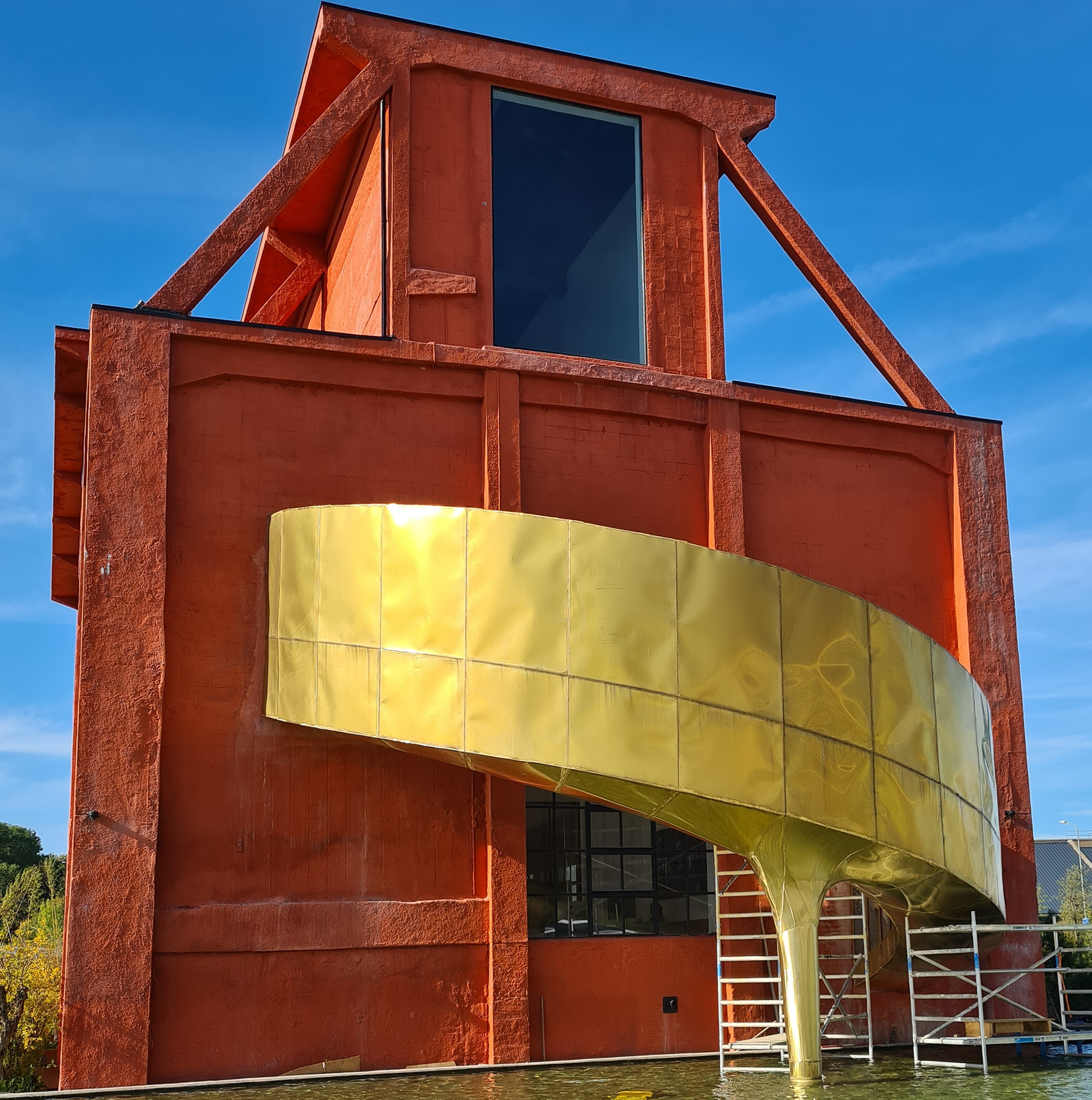
Kopgevel met door Loellmann ontworpen trap, 2022

### Tuin, vijver en kas
In 2020 is aan de noordzijde van het gebouw een natuurtuin aangelegd. Langs de Noorderbrugsingel zijn metershoge bamboestruiken geplant. Op de kunstmatige heuvelrug van afgedekte, vervuilde aarde groeien bijna volwassen pijnbomen, die Loellmann uit Italië liet komen. De circa 100 m lange greppel aan deze zijde, die ontstond door het afgraven van vervuilde aarde, is tijdelijk. De bedoeling is dat hier een paviljoen zal verrijzen voor artists in residence.
Aan de zuidzijde van het gebouw bevindt zich een grote vijver, waarin een sculptuur van Loellmann is geplaatst. Aan de oostzijde zijn enkele pijnbomen zodanig geplant dat ze horizontaal boven de vijver hangen. Rondom de vijver wordt een door Loellmann ontworpen, sculpturale pergola gebouwd, die zal aansluiten aan de botanische kas. De kas, die aan de kant van de Noorderbrugsingel is gepland en de twee overgebleven kolenloodsen zal omvatten, zal in een latere fase worden gebouwd.

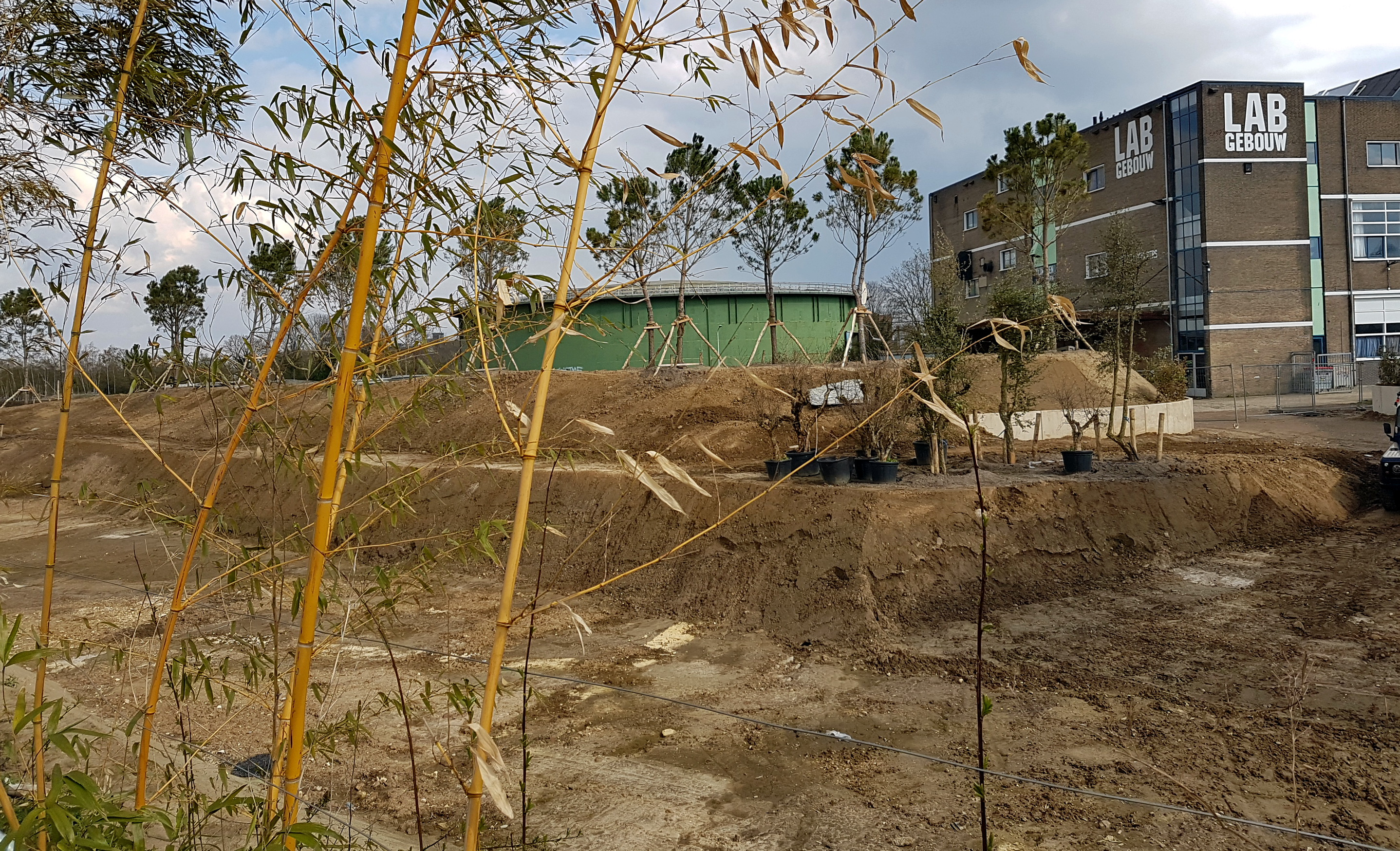
Afgegraven vervuilde grond en kunstmatige heuvelrug
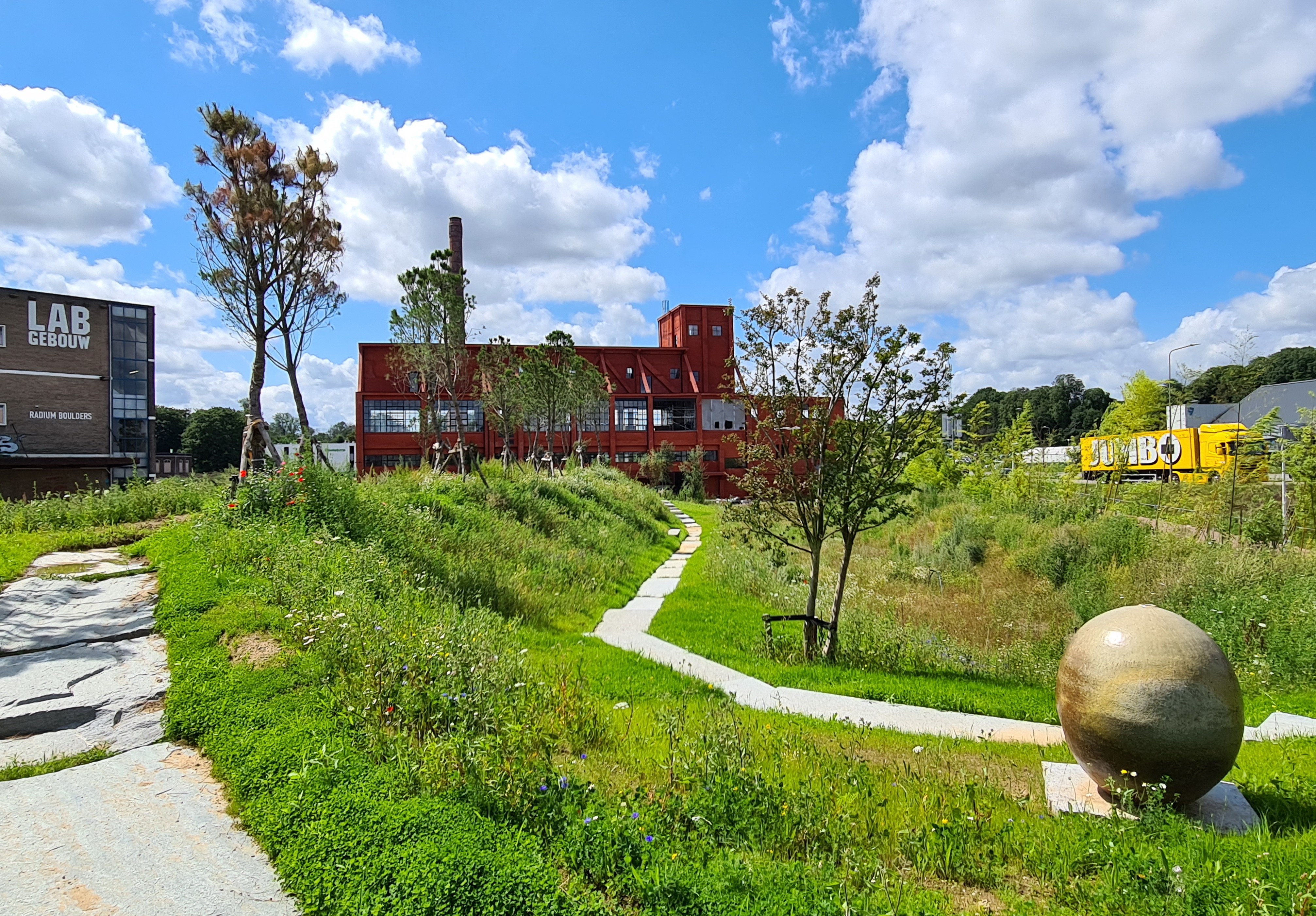
Tuin met niveauverschillen en anagama urn (Uwe Loellmann)
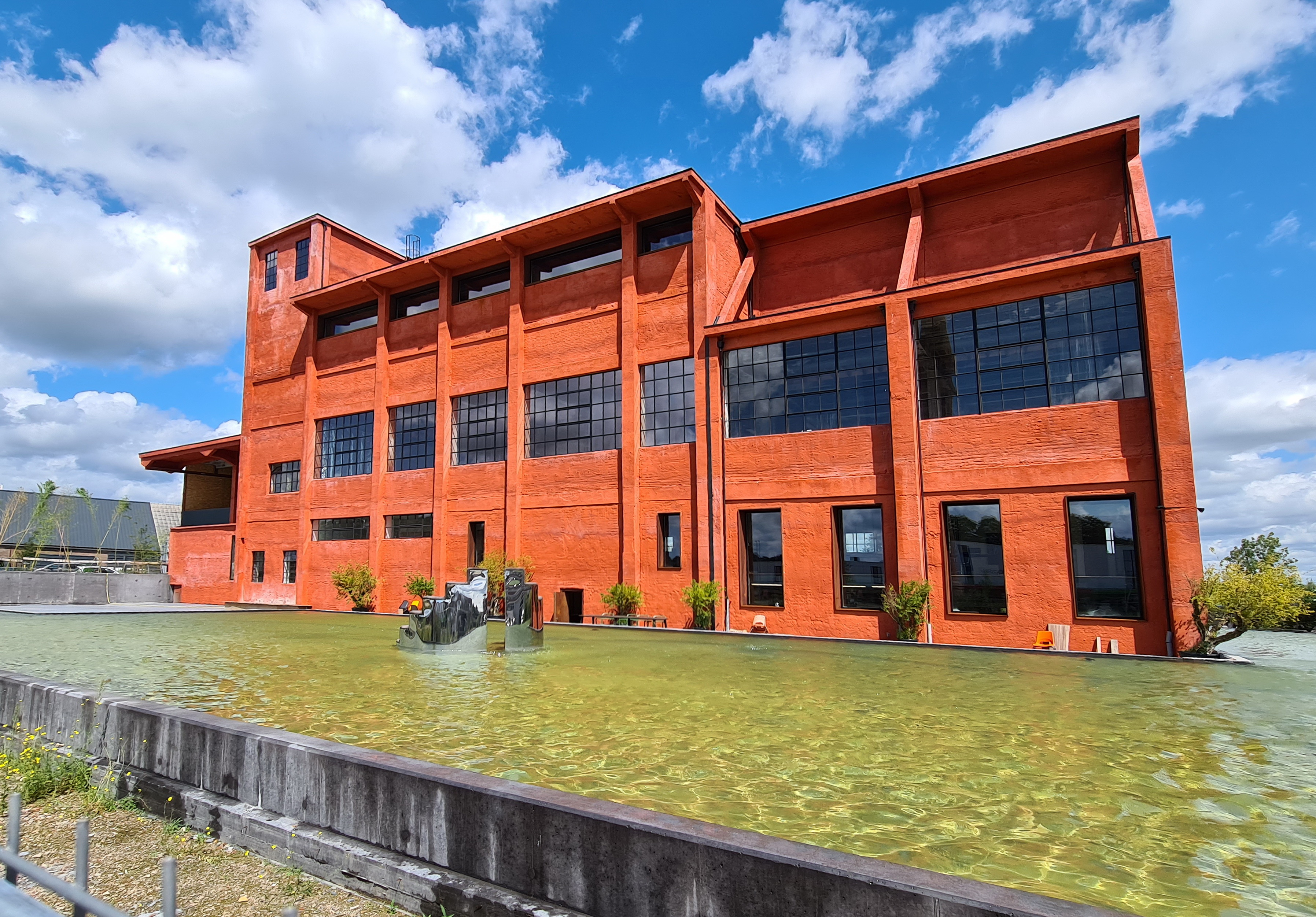
Vijver met sculptuur van Valentin Loellmann
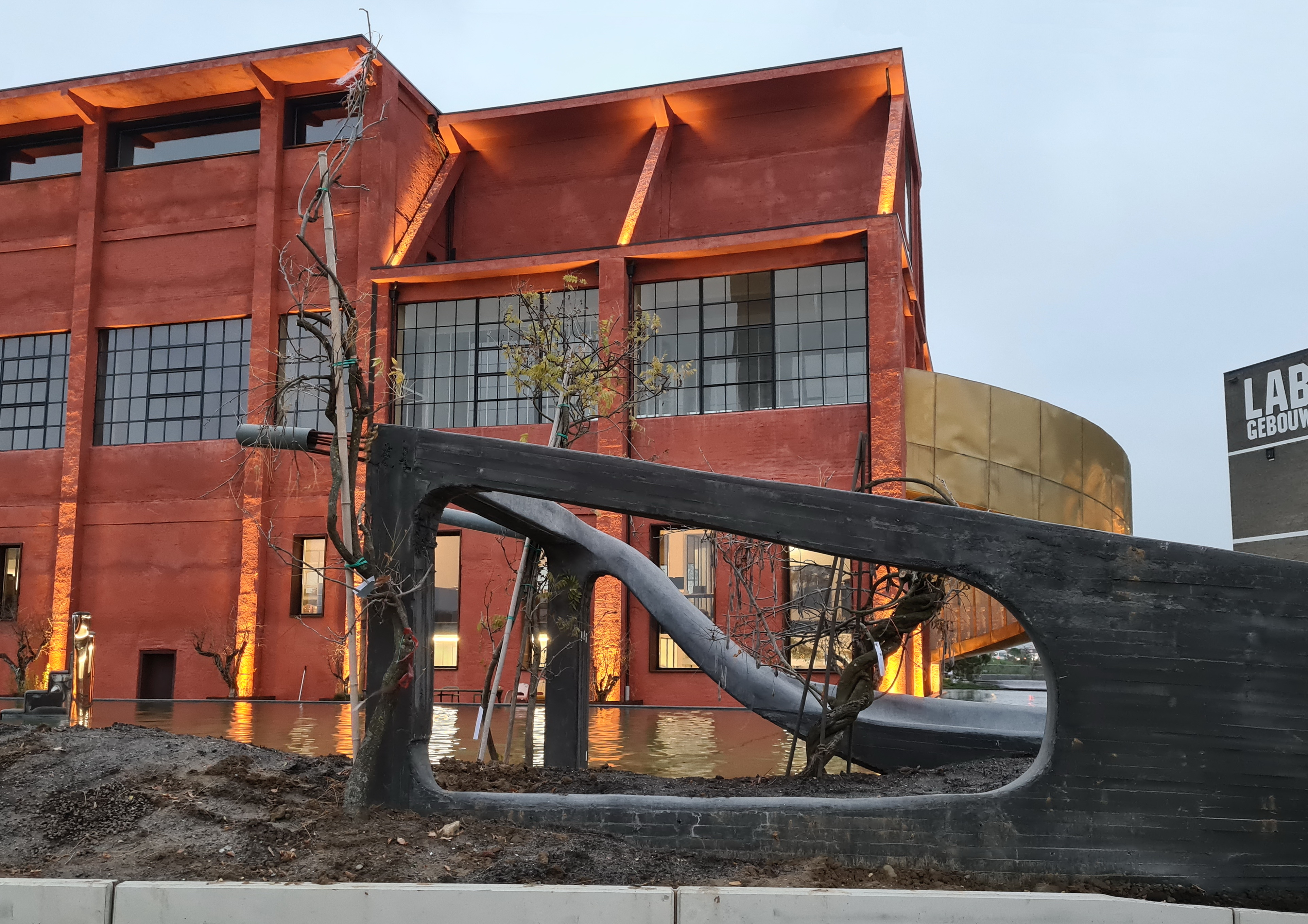
Pergola rondom vijver (werk in uitvoering)

## Varia
- In 2017 verscheen op de zuidelijke gevel van de Cokesfabriek het gevelbrede opschrift "1912 #COKESFEBRIK". Op de noordgevel stond een gedicht van Maarten van den Berg.[noot 3] De opschriften verdwenen tijdens de restauratie in 2020.
- Het Maastrichtse architectuurcentrum TOPOS publiceerde in 2020 een architectuurgids waarin 140 mensen vertellen wat hun favoriete gebouw in Maastricht of omgeving is. Stefan Loo, adviseur monumentenzorg van de gemeente Maastricht, koos voor de Cokesfabriek die hij een "verloren gewaande gewapend betonnen parel" noemt, die door de in uitvoering zijnde transformatie "hernieuwd in al zijn glans zal gaan schijnen".[11]